# Cybergun
A Cybergun é uma empresa francesa especializada na fabricação de réplicas de armas e armas de pressão para prática de airsoft, tiro esportivo e treinamento militar.
Foi fundada em 1993 na comuna de Bondoufle, é uma empresa com ações listadas na Euronext Paris.

## História

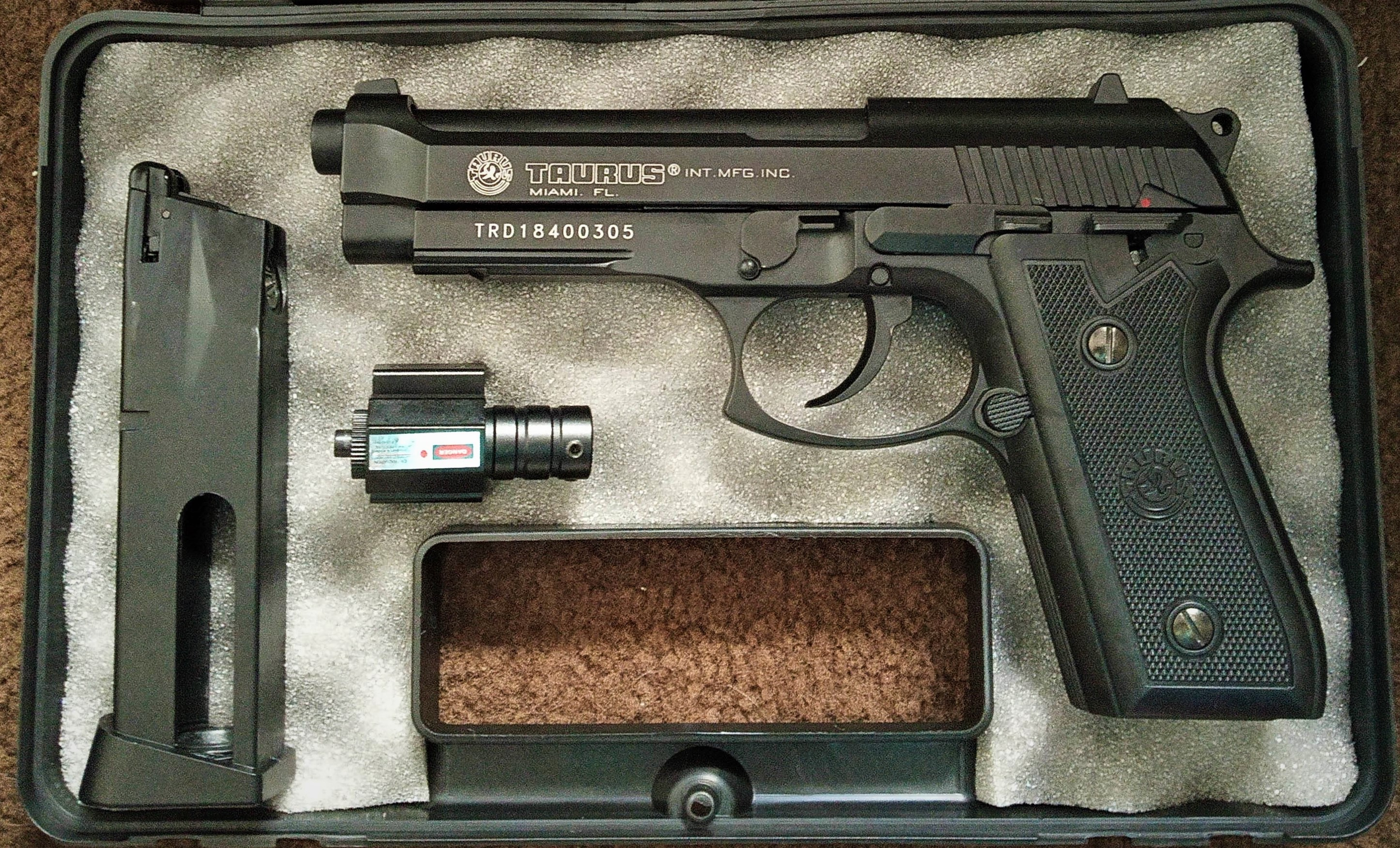
Réplica de pistola Taurus PT99 para airsoft fabricada pela Cybergun

Começou suas atividades em 1993, fabricando réplicas de armas de fogo para colecionismo (model guns) e armas de airsoft em escala 1:1. Seus produtos tem como público-alvo os colecionadores, praticantes de airsoft, tiro esportivo e fãs de video games.
Durante a década de 2000, se tornou uma das maiores empresas do mercado de airsoft no mundo, após passar a licenciar e produzir réplicas de diversas armas consagradas de fabricantes como Colt, Kalashnikov, FN Herstal, FAMAS, Magnum Research.
A maioria de suas armas são fabricadas por empresas subcontratadas na Ásia e 55.8% de seus produtos são exportados, principalmente para os Estados Unidos e demais países do continente americano.
Em janeiro de 2020, a empresa anunciou uma joint venture focada na fabricação de acessórios, armamentos e equipamentos para a indústria de defesa em parceria com a fabricante francesa de equipamentos aeronáuticos Valantur.

## Controvérsias
Em 2012, praticantes de airsoft franceses e de outros países da Europa denunciaram que a Cybergun estaria registrando termos técnicos utilizados por outras marcas de armas de airsoft como se fossem marcas próprias da empresa. Alguns termos técnicos comuns como "hop up", "BB gun", "heavy weight", "hobby gun", "blowback" e até mesmo outras marcas como "Marushin", "Maruzen", "KSC", "Marui" e "Western Arms" dentre outras expressões e termos, totalizando 176 itens diferentes foram registrados como marcas pertencentes a Cybergun.
Desta maneira, caso algum europeu tentasse importar armas de airsoft de fora da Europa e qualquer um destes termos constasse nas embalagens ou nos produtos, este seria considerado uma "falsificação" dos produtos da Cybergun e segundo as leis francesas de propriedade intelectual, resultaria em uma multa de 150 euros e apreensão do produto. Uma petição online chegou a ser criada e teve cerca de 6500 assinaturas em apoio.